# Semîhatkî, Iakîmivka
Semîhatkî (în ucraineană Семихатки) este un sat în comuna Novodanîlivka din raionul Iakîmivka, regiunea Zaporijjea, Ucraina.

## Demografie
Componența lingvistică a localității Semîhatkî
     Ucraineană (100%)
Conform recensământului din 2001, toată populația localității Semîhatkî era vorbitoare de ucraineană (100%).